# Wolfgang Huck
Friedrich Waldemar Wolfgang Huck (* 13. September 1889 in Offenbach; † 22. Januar 1967 in München) war ein deutscher Verleger (Münchner Zeitung, Münchner Merkur).

## Leben
Der Sohn des Zeitungsgründers August Huck studierte Volkswirtschaft in München und Heidelberg, wo er 1912 zum Dr. phil. promoviert wurde. Nach dem Tod des Vaters übernahm er die Leitung des Zeitungskonzerns und baute ihn durch Übernahmen weiterer Blätter aus. In der Zeit des Nationalsozialismus musste er 1935 auf Anordnung der Reichspressekammer die Hälfte seiner Zeitungen und Beteiligungen an die NSDAP abtreten. Huck beantragte am 12. Dezember 1939 die Aufnahme in die NSDAP und wurde zum 1. Juni 1940 aufgenommen (Mitgliedsnummer 7.623.762). Die verbliebenen Zeitungen mussten 1943 kriegsbedingt ihr Erscheinen einstellen.

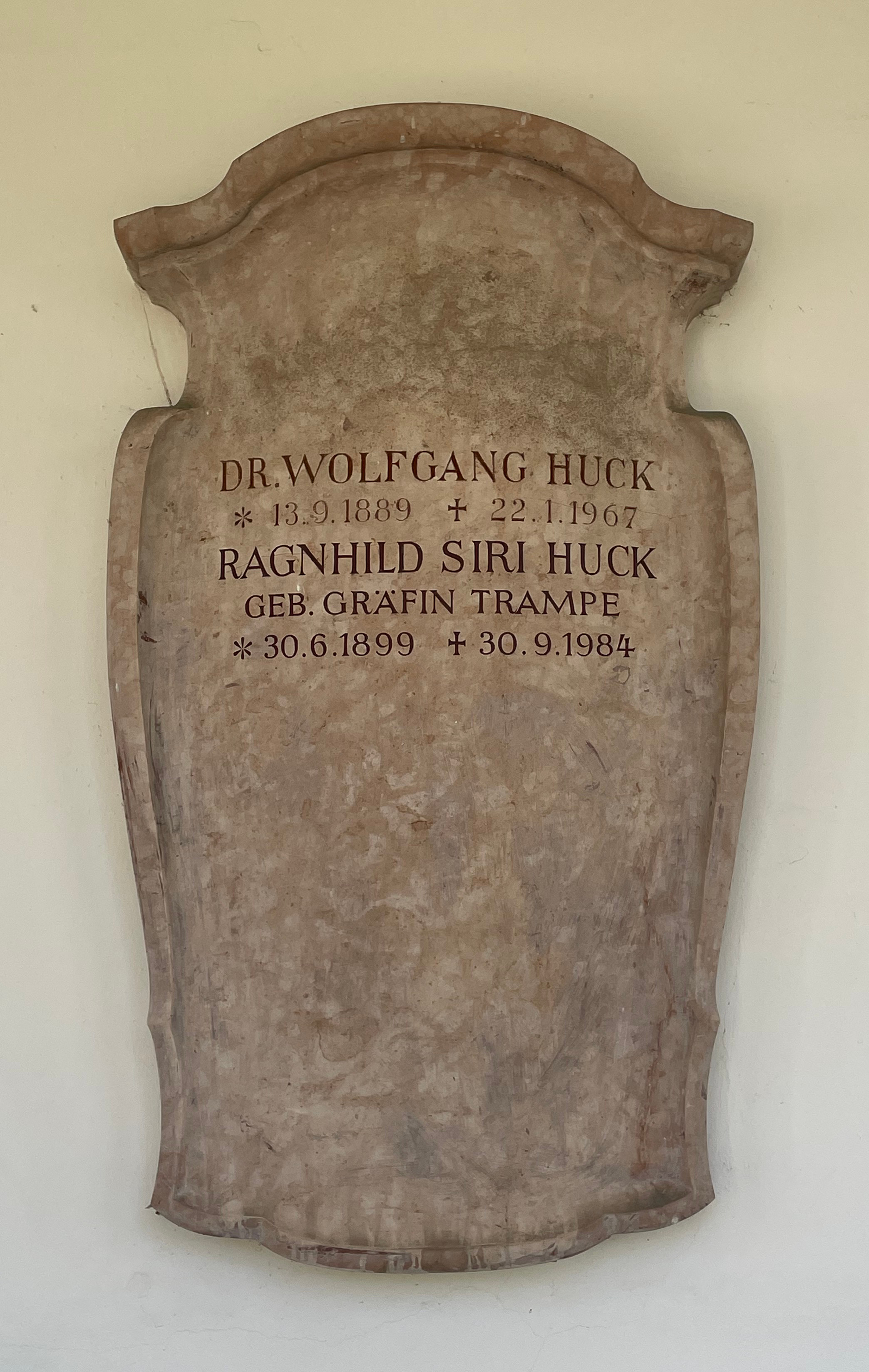
Grab von Wolfgang Huck auf dem Nymphenburger Friedhof

Nach dem Ende des Zweiten Weltkrieges wurde Huck 1946 trotz seiner Parteimitgliedschaft als „unbelastet“ entnazifiziert. Er baute zunächst die Druckerei des Münchener Zeitungs-Verlages wieder auf. 1953 wurde dieser mit dem Verlag des „Münchner Merkur“ fusioniert, dessen Seniorchef Huck bis zu seinem Tode blieb. Bereits 1945 war er zudem als Gesellschafter in den Buchverlag F. Bruckmann KG in München eingetreten. Wie schon sein Vater wirkte er als Förderer der Kunst, setzte sich für das Werk Max Reinhardts ein und gehörte mehreren Kuratorien und Fördergesellschaften an (Förderer der Alten Pinakothek, Gesellschaft zur Förderung der Münchner Opernfestspiele, Freundeskreis des Bayerischen Nationalmuseums). 
Er war mit der Theaterschauspielerin Camilla Eibenschütz und der schwedischen Komtesse Ragnhild Ingegerd Siri von Trampe verheiratet. Wolfgang Hucks Grab befindet sich auf dem Nymphenburger Friedhof in München.